# Poppaea sabina
Poppaea sabina är en fjärilsart som beskrevs av Fawcett 1916. Poppaea sabina ingår i släktet Poppaea och familjen nattflyn. Inga underarter finns listade i Catalogue of Life.